# 박인덕
박인덕(朴仁德, 일본식 이름: 永河仁德나가카와 진토쿠, 1896년 9월 24일 ~ 1980년 4월 3일)은 한국의 여성주의 운동가, 초등, 중학교 교사이자 대학 교수이고, 사상가, 언론인, 작가이며 사회사업가이다. 일제강점기와 한국의 계몽운동가로 숙화의숙, 인덕대학과 인덕공업고등학교의 설립자이다. 처음 이름은 임덕(姙德), 아호는 은봉(銀峰), 명종(鳴鐘)이다. 별명은 '조선의 노라'였다.
이화여자대학교 출신으로 김활란 등의 선배격이며 '잘 생기고 다방면에 걸쳐 뛰어난 재주를 갖춘' 인물로서 활자매체에 무척이나 자주 등장하던 여성이었다. 또한 3·1 운동으로 희생된 유관순의 선배이자 그를 지도한 교수였다. YMCA의 기독교활동 외에 여성주의 운동가로도 활동했으며, 농촌 여성 계몽활동, 여성 교육활동 등에도 참여했다. 그는 이혼과 염문 등으로 기독교 교단에서 배척당하였으나 신흥우를 측근에서 도왔으며, 적극신앙단에도 참여하였다.
1941년에는 덕화여숙(德和女塾)을 설립하였으나 1945년초 반일사상 고취 이유로총독부에 의해 폐쇄되었다. 해방 후 독립촉성중앙회 등에 참여하였다가 미국으로 파견된 후 미국에서 활동하였다. 일제강점기 후반 친일 의혹이 제기되기도 하였으며, 민족문제연구소에서 발간한 친일인명사전에 학계 부문 친일반민족행위자 인사로 포함되어있다.
해방 후 1947년 미군정에 의해 한국인 문화사절단의 일원으로 미국을 방문하고 돌아왔으며, 1948년 정부 수립 이후에는 일시 귀국했다가 1950년대까지 미국을 다니며 대한민국을 국제사회에 홍보하는 활동을 하였다. 미국에서 부려재단(Beria in Korea Foundation)을 설립하고 1961년 귀국 후 자신의 사재(私財)와 인세와 강연료 과 기금 등을 모아 인덕대학의 전신인 인덕실업학교(뒤에 인덕공업전문대학으로 개명)를 설립하고, 1962년 10월 재단법인 인덕학원을 설립하였다. 1963년 12월에는 인덕실업고등학교를 설립하여 이사장 겸 교장 서리를 지냈다. 1972년 3월 인덕실업전문대학을 설립하였다.
1930년 10월 26일 이혼
하였는데, 박인덕은 한국 역사상 최초로 남편에게 위자료를 주고 이혼한 여성이기도 하다. 가명은 '김인덕'이다.

## 생애

### 생애 초반

#### 출생과 유년기
은봉 박인덕은 1896년(고종 34년) 9월 24일 평안남도 용강군(龍岡郡) 진남포면(뒷날 남포직할시 용강군) 억양리(億兩里)의 먼양 뜰 부락에서 유학자 박영하(朴永河)와 김온유(金溫柔)의 4남 1녀 중 넷째 딸로 태어났다. 그의 집은 진남포 읍내 서쪽 5km의 변두리에 소재하고 있었다. 한편 그의 선대는 근처 대대면에 살았는데, 호적상 본적지는 용강군 대대면(大代面) 덕동리(德洞里) 322번지로 되어 있다.
그의 아버지 박영하는 그에게 처음 덕을 갖춘 여인이 되라는 뜻에서 '임덕'(姙德)이라는 이름을 지어주었다. 소녀 시절 박임덕은 성탄절 날 교회에 가서 선물을 받는 것이 즐거워 교회에 몇 번 다니던 것이 인연이 되어 계속 교회에 다니고 기독교인이 되었다. 이때 그의 어머니 김온유는 딸의 장래를 내다보고 불교에서 기독교로 개종했다. 오빠 세 명이 있었지만 어려서 죽었고, 그가 태어난 뒤 남동생이 한 명 태어났지만 역시 요절한다.
양반 가의 후예였던 박인덕의 아버지 박영하는 평생 글만 읽은 선비였고, 돈 벌 생각도 없이 오직 글을 읽으며 평생 과거 준비에만 매달렸다. 생계는 어머니 김온유의 몫이었다. 그러나 1894년(고종 31년) 갑오경장으로 과거가 폐지되자 그는 신세 한탄만 하다가 박인덕이 7살 되던 해에 전국에 유행하던 콜레라로 세상을 떠났다. 이어 어린 남동생도 그해에 콜레라로 사망한다. 어릴때 아버지를 여의었으나, 기독교 계열 교육을 받았는데 이는 과부가 된 어머니가 기독교인이 되면서 하나 뿐인 딸을 제대로 키우겠다는 신념에서 기독교계인 진남포의 삼숭학교에 입학 시킨 것이 인연이 되었다. 그가 학교에 입학할 무렵 어머니는 그의 이름을 임덕에서 인덕으로 고쳐주었다.
그는 일찍부터 매력적인 소녀였다. 총명하고 얼굴 예쁘며 말솜씨가 고와, 만나보면 귀여워 해주지 않을 수 없었다 한다.이화여전에 다닐 때 '노래 잘하는 박인덕/인물 잘난 박인덕/연설 잘하는 박인덕'하는 동요가 퍼졌을 정도로 알려져 있었다.

#### 소녀 시절

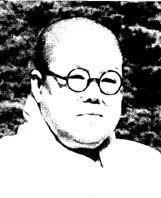
소학교 시절 친구의 한사람인 김일엽

박인덕이 살던 시대는 여성에게 교육을 시킬 필요가 없다는,여성을 차별하는 생각을 가지고 있었다. 그래서 여자들을 위한 학교는 없었기 때문에 어머니 김온유는 자신의 먼 친척이 훈장으로 있는 서당에 임덕을 보내어 한학을 공부하게 하였다. 이때 그는 남학생처럼 꾸미고 서당에 다녔다. 어머니 김온유는 어린 임덕에게 검은색 바지를 입히고 빨간 리본 대신 검은 리본을 달아 머리를 땋아주었으며 이름도 남자 아이들처럼 "인덕(仁德)"으로 개명했다.
1903년(광무 6년) 그가 8세 되던 해 해주 진남포에 개신교 선교사들이 여자 아이들을 위한 학교를 연다는 소식을 듣고서는 머리에 검은 리본 대신 빨간 리본을 매어주고 치마를 입혀 여자아이처럼 꾸미고 신식 학교인 삼숭학교(三崇學校)에 다니게 되었다.
삼숭학교 시절 그의 절친한 친구로는 윤심덕, 김일엽, 나혜석 등이 있었다. 진남포 학교에 입학한 윤심덕, 박인덕, 김일엽은 단짝 친구로 지냈다. 공교롭게도 세 사람 모두 남자 때문에 비극적인 삶을 살아야 했다. 박인덕은 청년 부호 김운호와 결혼했다가 남편이 사업에 실패하자 조선 최초로 남편에게 위자료를 주고 이혼했고, 김일엽은 네 차례 결혼에 실패한 뒤 수덕사에 들어가 머리를 깎고 여승이 되었다.
1905년(광무 8년) 9세 때 교회에서 기독교 세례를 받았는데, 3.1 만세 운동에 가담한 혐의로 체포되어 1919년 3월 18일 경성지방법원 검사국에서 진술을 받을 때 9세되던 해에 세례를 받았다고 진술하였다.

#### 이화학당 재학 시절
그 뒤 1908년 감리교계열 여성 학교인 경성의 이화학당으로 진학하게 된다. 그는 친구인 윤심덕 자매가 이화학당에 다니는 것을 보고 자신도 이화학당에 진학하고자 했다. 가정 환경은 어려웠으나 여선교사의 지원으로 그는 이화학당의 중학부(이화여자고등학교의 전신)로 진학한다. 1912년 3월 이화학당 중학부를 졸업하고 대학부로 진학했으며, 1916년 3월 이화학당 대학부(이화여자전문학교의 전신)를 제3회로 졸업했다.
이때 그는 진남포 시절부터의 친구로 윤심덕과 나혜석, 김일엽, 김명순 등이 있었다. 이화학당 재학 시절부터 다재다능한 미모의 여성으로 장안에 소문이 자자했다. 또한 음악과 연설에도 다재다능하였다.
1916년 3월 그는 이화학당 대학부 졸업과 동시에 이화학당의 교사가 되었다. 그는 이화학당 중학부와 대학부에서 영어, 기하학, 체조, 음악, 재봉 교과목과 성경을 가르쳤다.

### 교육 계몽 활동
1919년초 일본에서 귀국한 나혜석을 만나 만세 시위를 주도할 계획을 세운다. 나혜석은 일본 경찰의 검거를 피해 귀국, 1919년 3월 3·1 운동에 참여한다. 3·1운동이 터지자 나혜석은 이화학당 기숙사로 박인덕을 찾아왔다. 박인덕은 당시 이화학당 교사였다. 그 방에서 독립운동 방향에 대해 의논한다. 박인덕과 협의한 후 나혜석은 개성과 평양으로 다니며 지인을 만나 독립운동을 함께 하기를 권유한다. 3월 5일 아침 이화학당 식당에서 만세운동을 한다.
1919년 4월 3·1 운동에 가담한 혐의로 김마리아, 황애시덕, 나혜석 등과 함께 연행되어 구속영장을 발부받고 서대문 형무소에 구금되기도 했다. 당시 이화학당에서는 유관순 등 학생들이 3·1 운동에 대거 가담했기 때문에, 이들의 담임 교사인 신준려(申俊勵)와 박인덕이 학생들을 선동한 교사로 지목된 것이다. 죄명은 민족정신을 고취하고 학생들을 선동했다는 죄목으로 옥고를 치루기도 했다.

#### 투옥과 석방

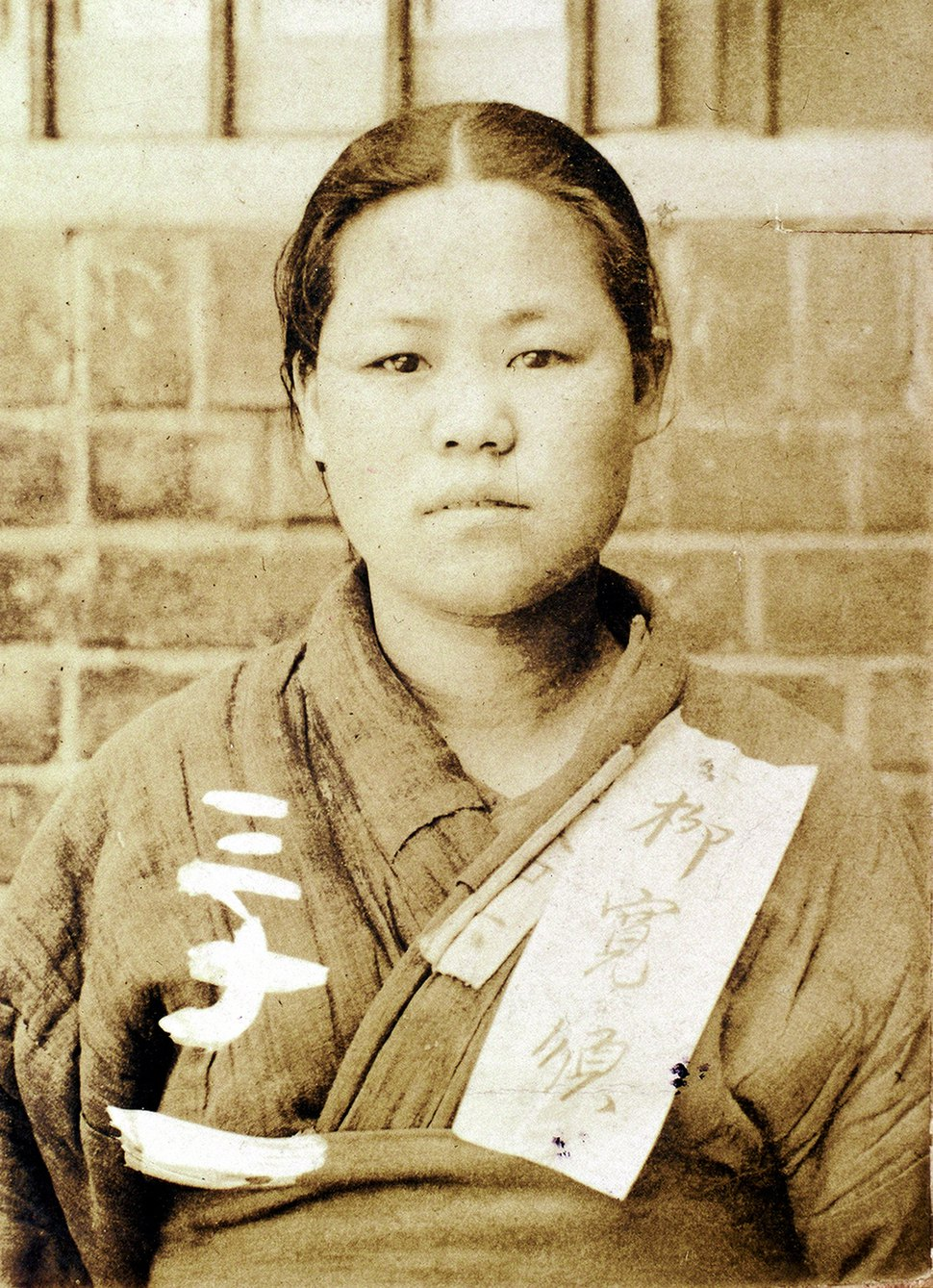
유관순

공판받고자 재판장에 나오자 일본인 재판장 와다나베는 박인덕을 보고 이런 말을 했다한다. '만약 내가 한국인으로 아니면, 박인덕이 일본인으로 태어났다면 직업이고, 가산이고, 아내고, 자식이고 다 버리고 구애했을것'이라고 하기도 했다.

종로구 보신각앞 3.1 운동 장면

그는 3·1운동 때의 학생선동자로 지목되어 신준려와 함께 서대문 형무소에 수감 중 제자인 유관순(柳寬順)의 고문 치사를 목격하였다.
박인덕이 후일 자신의 회고록(Indeok Park, September Monkey, Harper & Brothers, New York, 1954, p. 69)에서, 박인덕은 황에스더, 김마리아, 신줄리아와 함께 네 사람이 "정확하게 1919년 7월 24일 오전 11시에 그 전율할 서대문형무소의 철문을 나왔다"고 술회하고 있다. 그러나 1919년 8월 4일자 경성지방법원 예심계의 예심종결확정서는 동 8월 4일 면소되고, 출감일이 동 8월 5일이라 하였다. 당시 그는 서대문형무소에 투옥되었는데, 유관순 등과 같은 곳에 투옥되었는지 떨어진 곳의 방에 수감되었는지 여부는 확실하지 않다.

#### 대한애국부인회 사건과 투옥

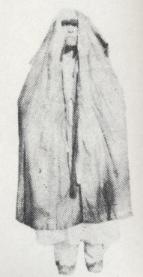
쓰개치마를 쓰고 등교중인 1900년대의 이화학당 여학생

8월에 석방되었으나 박인덕은 그해 말에는 국내에 밀명을 받고 파견된 김순애의 대한애국부인회와 상하이에서 조직된 대한적십자사에 가입하여 지하활동을 한 것이 확인되어 12월 한차례 더 투옥되었다. 그는 대한애국부인회의 회원이자 대한애국부인회내 이화학당 회원 24인의 대표자였다. 동시에 박인덕은 대한청년외교단의 단원으로도 가입하여 활동하였다. 그는 곧 대한애국부인회 부서기로 선출되었다.
대한청년외교단은 애국부인회와 서로 연락하며 독립을 선전하다가 일본인에게 발각되었다. 박인덕은 다른 23인과 함께 1919년 12월 28일 대구 감옥에 갇혔다. 수감 상태에서 재판을 받았고, 1920년 6월 애국부인회 관련 제1회 공판에서 징역 3년형을 선고받고 복역하다가 1922년 초에 가출소로 석방되었다.
이후 박인덕은 이화학당 중등부, 대학부에서 출강하다가 1925년 이화학당 중등부와 대학부가 이화여자고등보통학교와 이화여자전문학교로 개편되자 이화여고와 이화여전의 기하학, 체육, 영어, 음악 교사로 활동했고, 이화여고, 이화여전 외에도 배화여자고등보통학교의 교사, 여자신학교 교수로도 초빙되었다. 이후 교육 교편 활동 외에 여성계몽활동에도 참여하였다.
1910년대 후반 우연히 사교계에서 부호가의 아들인 김운호를 만난다. 이화학당의 선교사들은 박인덕이 학교와 사회에서 중요한 역할을 해주기를 기대했고 미국 웨슬리언 대학으로 유학을 주선하기도 했으나 그녀는 이를 거절하고 부호인 김운호와의 결혼을 선택한다. 당시 선교사들은 그의 재능을 아깝게 여겨 결혼을 말렸으나 그는 1921년 김운호와의 결혼을 감행하였다.

#### 결혼
김운호는 열렬히 그녀를 쫓아다니며 구애하였다. 1만원 가까운 피아노를 사서 선물하고 이화여전에 다니는 여동생을 통하여 날마다 옷가지와 패물을 전하여 마음을 사로 잡아 결혼을 했다. 또한 수만원의 큰돈을 드려 경성 다방골에 호화주택을 짓고 미국에다 자동차까지 주문하여 신부에게 바쳤다.
그러나 이화학당의 교사인 아펜젤러를 비롯한 미국 선교사들은 그가 결혼하기 보다는 독신으로 남아서 개신교 선교 사업과 여성 교육에 헌신해주기를 기대하였다. 어머니 김온유 역시 김운호와의 결혼을 반대하였다. 그러나 그는 결혼을 선택했고, 1920년 6월 경성부의 정동교회에서 결혼하였다. 그러나 어머니와 친구들이 많이 참여하지 않아 '마치 장례식과 같았다'고 한다.

#### 결혼과 교육 활동

##### 결혼 생활 초기
김운호는 13세에 서울 동막에 사는 부호 이씨의 딸과 결혼하여 10여년 이상 결혼생활을 하였다. 박인덕에게 피아노를 사주고, 홍수동에 박인덕과 같이 살 신혼집을 짓는 동안에도 아내 이씨와 한 이불을 덮고 지냈다. 박인덕은 결혼 조건으로 본처인 이씨와의 이혼을 요구했고, 이에 김운호는 이씨와의 이혼한다. 구여성 이씨는 신여성 박인덕에게 부잣집 안방마님 자리를 내주고 동막 친정으로 쫓겨났으며, 친정이 기운 후에는 남의 집 침모가 되어 하루하루를 근근이 연명하였다.
김운호는 첫 부인 이씨와는 이혼하였지만, 기생출신인 첩이 한 명 있었다. 이 사실을 우연히 알게 된 박인덕은 결혼을 감행한 자신을 탓하게 된다.
박인덕의 결혼은 시작부터 축복을 받을 수 없었다. 결혼한 지 얼마 후, 박인덕은 어느 음악회의 간청으로 피아노 연주자로 무대에 섰다. 그러나 청중이 야유를 퍼부어 피아노 뚜껑도 열어보지 못한 채 울면서 퇴장했다. 그날 저녁부터 무려 7개월간 박인덕은 두문불출하고 아무와도 만나지 않았다. 이후 동대문 근처의 집을 얻어 생활하였다. 하지만 박인덕이 추구하는 인격을 남편은 갖추지 못했다. 곧 돈에 불편없는 기성 가정의 평범한 아내 이상의 어떤 뭣도 찾아볼수가 없었다. 이에 인습과 남편 그리고 두딸을 집에 두고 옥색 파라솔 하나 바스켓에 꽂고서 홀연히 미국으로 유학길을 떠나버리게 된다.

##### 교사, 언론 생활
1921년 5월부터는 회월 박영희 등이 창간한 잡지 《장미촌》의 필진의 한 사람으로 참여하였다. 1921년 5월에는 콜넘버스라는 시를 발표하였다. 콜넘버스는 영어로 지은 영작시.였다.
1921년 부호인 김운호와 결혼하여 딸 두 명이 태어났으나, 김운호의 사업은 결혼한 지 한 달 만에 기울기 시작해, 1년이 되기도 전에 망해버렸다. 결국 박인덕은 다시 직업전선으로 나가 친정 어머니 말고도 시어머니와 남편과 두 딸을 부양해야 했다. 학교 두 곳에 출강하고 가정교사까지 해야 할 정도로 가세가 기울었다.
| “ | 배화여자고등보통학교와 여자신학교에서 오랫동안 교편을 잡고 있던 박인덕 여사는 오는 20일에 다 년간 숙망이었던 미국 유학 길에 올라 조지아주 웨슬리언대학으로 가게 되었습니다. 여사는 김운호씨의 부인이요, 두 아기의 어머니요, 칠십이 되신 홀 어머니의 따님이십니다. 여사가 사랑하는 남편, 사랑하는 두 따님, 늙은 어머님을 떠나 얼른 돌아오지 못할 길을 밟게 된 것은 여사의 마음 가운데 "조선 여자 사회를 위해 좀 더 잘 배운 일꾼이 되어보자."하는 결심이 얼마나 깊은지 능히 상상할 수 있습니다. 박인덕 여사는 다음과 같이 포부를 밝혔습니다. "미국 유학은 벌써 여러 해 전부터 계획했던 것이올시다. 남편은 일본으로 공부를 가게 되었고, 두 어린아이는 시어머니께서 맡아 기르시게 되었습니다. 남편과 어린아이를 떠나가는 것이 매우 섭섭하나 삼 사 년의 세월이란 금방 지나 가리라고 믿고 그때에는 희망과 이상으로 가득 찬 재회가 우리를 맞을 것이라 믿습니다. 나는 오직 기쁜 그 미래를 생각하고 현재의 떠나는 슬픔을 잊으려 합니다." - 동아일보, 1926년 7월 16일 | ” |

결혼 후 다시 1922년 배화학교 교사로 복직했고, 언론, 사회 활동에도 복귀하였다. 이후 그는 신문, 잡지, 강연 등에도 참여하여 여권 신장과 여성 계몽 운동을 위하여 활동하였다. 그러던 중 순정효황후의 삼촌인 윤덕영 집안의 가정교사로 영어를 가르치기도 했다.
1923년 9월 감리교 여자신학교에서 여성 담배 흡연, 여성 음주 중단, 근절을 촉구하고 계몽 운동을 하는 조선여자기독교절제회를 조직하는데 참여, 회장으로 선출되었다. 그는 교육 활동 외의 시간에 사회 활동, 계몽 운동을 병행하였다. 박인덕은 배화학교와 감리교 여자신학교, 이화여자전문학교에 교사와 교수로 출강하며 영어와 음악을 가르쳤다.

#### 도미 유학 생활

박인덕의 컬럼비아 대학 졸업 사진

결혼 생활이 순조롭지 않자 미국 유학을 결심, 당시 배화학교의 음악 교사였던 루비 리(Rubie Lee) 등의 협조와 지원으로 1926년 미국으로 유학을 떠났다.
박인덕은 1926년 8월에 미국 유학차 한국을 출발하여, 동 9월 15일 조지아주의 웨슬리안 대학에 입학했다.
| “ | 그 뒤로는 하루 걸러큼씩, 혹은 날마다, 기차로, 자동차로 낫선 동리에 가서 짐을 풀었다, 묵었다, 새 사람을 만났다 떠났다. 나의 생활이 맛치 찝시와 갓고 물 우에 뜬 부평초갓치 바람에 밀니는 물결 따라 이 언덕, 저 해안에 닷게 되었다. | ” |
|   | — 박인덕, 〈북미대륙 방랑의 일년〉, 4호, 124쪽. |   |

그는 유학생활 중 학비를 지원받지 않았다. 미국 유학 초기에는 아르바이트와 막일을 하다가, 어느정도 정착이 되면서 유학 중에도 틈틈이 장학금과 강연료를 모아, 매달 20~30원씩 고국의 남편에게 생계비를 보냈다. 그가 해외에서 유학 생활을 하면서 남편을 부양하는 것은, 남성이 가부장으로서 가정 생계를 부양해야 된다는 당시 사회통념과는 판이하여 조선 사회의 화제가 되었다.

#### 근화회 활동과 강연 활동
1928년 1월 미국 뉴욕에서 근화회 조직에 참여하고, 근화회의 창립 발기인의 한 사람이 되었다. 임원진은 회장 김마리아, 총무 황에스터, 서기 이선행, 재무 남궁쪼애안, 실업부 황에스터, 안헬린, 윤원길, 교육부 김마리아, 김애회, 주영순, 사교부 김인덕, 림메리, 류동지 등으로 피선 구성되었다. 이 중 이선행은 김마리아의 정신여학교 후배 동창으로 곽대학에도 함께 다닌 바 있으며, 김인덕은 박인덕인 것이다.
1928년에는 잡지 우라키의 필진의 한사람으로 참여하였다. 오천석과 황창하는 시카고 근교 에반스턴에 있는 노스웨스턴 대학교에 다니면서 우라키를 창간하였다. 특히 제6호는 뉴욕 한인교회에서 편집되었고, 이때 이 교회와 인연을 맺고 있던 사람들이 이 잡지 편집에 대거 참여하였다. 강용흘과 황창하를 비롯하여 이병두, 장덕수, 한승인, 노재명, 박인덕, 장리욱, 박경호, 박마리아, 윤치영, 최순주, 윤홍섭 등이 이 잡지에 글을 발표하거나 편집 일에 관여하였다.
그밖에도 그는 여성 교육자들의 모임으로 조직된 망월구락부에도 가입해 활동하였다.

### 웨슬리안대 대학원, 컬럼비아대 대학원 과정 수학
1928년 미국 조지아주에 있는 웨슬리안 대학교에서 사회학 학사 학위와 사회학 석사 학위를 받고 컬럼비아 대학교 사범대학원으로 진학했다. 미국 유학 중에 김마리아, 황애덕 등과 함께 민족주의적인 여성 유학생 모임인 근화회(槿花會)를 조직하여 국내 정세를 외국인들에게 알리는 활동을 하였다. 1930년 컬럼비아 대학교 사범대학원을 졸업하고 교육학 석사 학위를 받았다.
한편으로 졸업후 해외 선교를 위한 미국의 학생자원운동(Student Volunteer Movement)에 가담하여 미국과 유럽을 순회하며 강연을 하고 1931년 귀국했다. 대학원에 재학 중인 1928년 가을부터 1931년 봄까지 국제기독교청년회 초청으로 미국과 캐나다, 영국, 프랑스 등 32개국을 순회하며 순회 강연회에 참석하였다. 컬럼비아대학, 영국 케임브리지대학, 프랑스 파리 대학 등 구미 유수 대학에서 초청된 순회강연회는 260회에 달했다.
1931년 10월 귀국하였으며, 그가 귀국하자 윤치호 등 국내의 감리교계 인사들이 명월관에서 환영회를 하였다. 그러나 귀국 후, 남편 김운호는 그가 미국에서 부쳐준 생활비로 다시 다른 첩을 들였다는 사실을 알게 된다.

### 이혼, 사회 활동

#### 이혼 논란

박인덕 (1939년 무렵)

1931년 귀국 직후 박인덕은 가출, 이혼을 선언한다. 남편의 아내가 되기 전에 자녀의 어머니가 되기 전에 사람이 먼저돼야겠다며 비오는날 손가방 하나만 들고 가출한 것이다. 이때 김운호는 미국에 있는 동안 박인덕에게 남자가 생겼을 것으로 의심했으나 증거는 없었다. 그리고 자식 양육을 대가로 위자료를 요구했다. 그녀는 이혼 소송과 함께 자녀 양육권 청구 소송을 제기하여 두 딸의 양육권을 획득한다.
유학자 계열과 유교적 가치관이 잔존하던 시대라 박인덕에 대한 인신공격과 비난이 거세게 나타났고, 기독교계열에서는 그녀의 이혼을 만류하였으나 듣지 않았다. 박인덕이 그간 쌓아 온 명성과 영향력이 적지 않았으므로 그의 이혼은 장안의 화젯거리가 됐고 찬반양론이 벌어졌다. 당시 박인덕의 이혼은 사회적 이슈가 되어 토론이 벌어졌고 ‘박인덕 여사의 이혼에 대한 사회적 비판 ’이란 제목으로 한 잡지에 실리기도 했다.
“이혼은 불가합니다. …. 간음죄 이외에는 이혼을 불허하게 되어 있습니 다. …. 물론 장래 활동에도 악영향이 있을 것입니다. …. 기성 종교단체 안에 들어와서는 활동할 수가 없게 되겠으므로….”(조선감리교회 총리사 양주삼)
“당분간은 선두에 나서지 말고 숨어 있어서 근신하는 것이 가하겠고…. 만약 재혼하면 그것은 음행이니까 교회로서는 절대로 용서할 수 없을 것 입니다.”(조선주일학교연합회 회장 김창준)
“이혼이니 결혼이니 당사자끼리 하는 일을 남이 이렇다 저렇다 시비 할 수 없겠지요.”(동아일보사 취재부 기자 이청전)
“도시 모를 일.”(이화전문학교 교수 이온상)
그러나 주변의 만류에도 불구하고 그는 이혼을 감행한다. 1931년 늦가을 종교계와 여성계는 떠들썩했다. 이화학당 교사를 지내고 여성계몽운동에 앞장서 온 박인덕이 “가정을 떠나 사회로”를 선언하며 이혼을 한 때문이었다. 10월 귀국한 박인덕은 한 달 만에 이혼을 감행했다. “사랑없는 가정, 아내를 이해하지 못하는 남편을 따라 한 몸을 묻어버릴 수 없고, 무지 한 남편을 부양하는 데 일생을 허비할 수도 없으며, 배운 지식과 능력으로 일생을 사회사업에 바치겠다”고 선언한 것이다.
그녀는 남편과 자식을 떠나며 가정을 던지고 나서는 '조선의 현대적 노라'로 일컬어졌다.

#### 이혼의 주체성 확인
박인덕은 결국 1931년 10월 김운호에게 위자료 2천원을 주고 이혼하였고, 두 딸의 양육권은 박인덕이 가졌다. 박인덕은 한국 역사상 최초로 남편에게 위자료를 주고 이혼한 여성이 되어 화제가 되기도 했다. 그때까지 조선 사회에서는 이혼을 하면 여자가 가정에서 쫓겨나는 것으로 치부되었다. 그러나 박인덕은 당당하게 자신이 이혼을 하는 것이라 밝힌다.
두 딸에 대해 박인덕은 자신의 양육권을 강력히 주장했다. 이유는 '내 자식이라는 것보다 한국여성의 일원으로써 공부시키고 싶어서'였다.
| “ | 남편과 자식을 먹여살려야만 합니까? 자식을 낳아주어야만 합니까? 그것도 아들만? 그리고 옷 해 입히고 밥 지어 먹여야만 합니까? 남편의 종이 되란 말입니까? | ” |

그리고 이혼 당시 언론 인터뷰에서의 그의 발언 역시 사회적으로 이슈와 논란거리가 되었다. 더구나 남자가 여자에게 위자료를 주는 것이 당연하게 여겨지던 당시, 그가 남편에게 위자료를 주고 이혼한 것은 당대의 화제가 되었다.
유학 시절 남편이 부치는 편지는 '여자란 남편이나 섬기고 자녀를 잘기르는 것이 본위이니 속히 돌아오라'는데 일관되었다. 그러나 남편 김운호는 그가 보내준 생활비로 새로 첩을 하나 더 들였고, 귀국 후 이 사실을 알게 된 박인덕은 이혼을 감행하였다. 주변에서는 그를 만류하였다. 그러나 곧, 이혼이 성립되었고 위자료는 이혼남이 이혼녀에게 주는 것이 관례요 상식인데 박인덕은 오히려 자신이 남편에게 위자료를 주어 화제가 되었었다. 이를 두고 '곧 이혼을 요구한 주체가 자신임을 선언한 한국여성사상 획기적인 일'이란 시각도 있다.

#### 시중의 화제
3.1 운동 당시 여성들의 시위를 모의한 죄로 감옥살이를 하고 나온 박인덕과 나혜석은 1920년대 초반 결혼도 두드러지게 했다. 한편 1930년대 이혼도 두드러지게 했다. 사회적 존경의 대상이었던 여성들이었기에 더욱 주목을 받았고, 불행해 보이는 개인사는 더욱 흥미로운 이야깃거리이었으며, 많은 여학생들에게 지나치게 자기 주장이 강한 여자의 실패담으로 반면교사가 되었다.
그의 이혼은 사회적인 논란의 대상이 되었다. 이혼이 합법적이나 불법적이냐는 논란이 지식인들 사이에서 터져나왔고 윤치호, 이광수 등 소수만이 이혼도 당연한 것이라며 옹호하였다. 또한 1931년 12월 신동아지 12월호에 몽통구리라는 필명으로 "가정에서 사회로:조선이 낳은 현대적 노라"라는 주제의 특집이 실렸고, 1932년 7월에는 잡지제일선 7월호에 "돌아오지 아니하는 어머니 박인덕"이라는 주제의 특집이 실리기도 했다. 한편 성리학 선비와 시골의 보수적 유학자계층, 일부 기독교인들의 비난과 멸시에도 굴하지 않고 그는 계속 기독교신앙, 언론, 칼럼, 강연 활동을 계속하였다.
1935년 삼천리 3월호에 "그리운 이화 칼리지여"라는 주제의 특집을 기고하였다. 한편 1938년에는 삼천리 11월호에 "파란 많은 내 반생"이라는 글을 기고하였다.

#### 여성 계몽 운동
1932년 박인덕은 황애시덕, 최활란 등과 함께 망월구락부를 조선직업부인협회로 바꾸어 여교사가 아닌 일반 직장여성들도 참여시키고, 여성들을 위한 경제학 강연 활동을 했다.
농촌의 저소득, 저학력 여성에게 글을 무료로 가르치는 자원봉사 활동도 간간히 참여하다가 1933년 농촌 부녀자, 도시빈민 부녀자들을 대상으로 한 무료 이동학교를 개설, 강의에 참여했고 한국감리교회 부설 농촌보녀지도자수양소에도 참여하여 활동했다. 그밖에도 농촌 계몽 운동에도 참여하여 활동했다.
1934년 4월 재단법인 여자의학전문학교 장립발기준비위원회 준비위원과 조선인가정부인협회의 한복연구를 위한 연구위원에 선임되었다. 1935년 농촌교역지침을 저술, 발간했다. 그밖에 조선여자기독교청년회 농촌사업부 총무로 선출되었다. 1935년 11월 미국을 시찰하기 위해 시찰단의 한 사람으로 출국, 미국을 방문한 뒤 1937년 9월 귀국하였다.

### 일제 강점기 후반

#### 사회적 비판과 갈등
결혼할 당시 김운호는 본처가 있었다. 박인덕의 남편 김운호는 부호집 자제였는데, 그는 이화학당에서 이름이 드높았던 박인덕과 결혼하기 위해서 구식 부인과 이혼해야 했다. 남편을 구식 부인과 이혼하게 하고 결혼했는데 다시 그가 이혼을 선언하자 시중에서는 그를 비난하였다.
시중에서는 그녀가 이혼하게 된 원인에 대해서 알아보려 하지도 않았다. 결혼한 지 얼마 되지 않아 집안이 망하자, 박인덕은 생활전선에 뛰어들어 남편과 아이들의 생계를 이어가다 돌연 유학을 떠났다. 그리고 유학 생활을 마치고 귀국하자 마자 이혼을 선언한 것이다. 각 신문, 잡지는 저마다 앞다투어 그 이혼에 대한 의견을 게재했는데, 부호였던 남편이 가난해지자 (박인덕이) 그를 버린 것이라고 그녀의 도덕성을 비난한 의견이 대부분이었다.
그는 당대의 나혜석, 김일엽, 김명순 등과 함께 유교학자와 남자 지식인들의 비판의 대상이 되었다. 그러나 이광수와 윤치호 등 극소수만이 그를 변호하였다. 윤치호는 성서에 이혼을 금지한다는 조항은 없다며 그의 선택을 존중해야 한다 하였고, 이광수는 결혼을 하듯 이혼도 할 수 있다며 이혼이 범죄는 아니라고 옹호하였다. 윤치호는 박인덕 외에도 나혜석의 이혼 건에 대해서도 평소 공개적으로 옹호하면서 변호하였고, 박인덕의 이혼에 대해서도 남성은 바람도 피우고, 첩도 거느리는데 여성에게만 의무를 강요한다며 박인덕, 나혜석 비판자들과 논쟁을 벌이기도 했다. 적극신앙단 사건으로 윤치호와 다소 소원해진 뒤에도 이광수 등 소수는 그녀를 옹호하였다. 이후 언론, 칼럼 활동을 하였다.
1940년 경성기독교여자청년회(경성YWCA) 부회장에 선출되었다.
1940년에는 인도를 다녀왔다. 인도 서부에서 북부를 거쳐 동부로 여행하며 인도를 직접 목격한 박인덕의 기행문도 간접적으로 인도의 지식을 체득한 다른 조선인과 다르지 않았다. 오랜 미국 유학과 그 영향을 받은 박인덕은 불행한 인도 여성을 위해 일하는 서양 선교사가 인도에 개입하는 것을 정당화하는 논조를 보였다.

#### 태평양 전쟁 전후
이후 덴마크의 실업학교를 본떠서 덕화여숙(德和女塾)을 설립하여 고등학교를 졸업한 여성들에게 1년간 실업교육을 실시하였다. 그 뒤 그는 적극신앙단의 지도자인 신흥우와 가깝게 지냈는데, 시중에는 신흥우 때문에 그가 이혼한 것이라는 루머가 확산되었다. 기독교단체 활동 역시 순탄하지 않았는데 이는 그의 이혼을 못마땅히 여긴 사람들이 그를 부정적으로 바라봤기 때문이었다. 또한 국내 여성운동의 주도권을 놓고 김활란, 차미리사 등과 경쟁관계에 놓이기도 했다.
이후 그는 농촌 계몽과 여성 계몽을 위주로 사회 활동을 하던 박인덕은, '전문직 여성클럽', '농촌 여성과 아이를 위한 공동체' 등의 단체를 개설하였고, 학교 '숙화의숙'을 설립하였다.
한편 윤치호의 실력 양성론에 깊이 공감하여 1941년 덴마크와 미국의 실업계 학교를 본떠서 덕화여숙(德和女塾)을 설립하였다. 덕화여숙은 고등학교 혹은 전문학교 과정으로 중학교, 고등학교를 졸업한 여성들에게 1년간 공업과 상업 등의 실업 교육을 실시하는 직업훈련 학교였다.
그러나 1941년 덕화여숙을 설립하면서 친일 단체 녹기연맹의 지원을 받기도 했다. 1945년 광복 시점까지 약 4년간 친일 행적을 보였다는 의혹이 제기되었다. 그러나 총독부의 덕화여숙 폐교조치가 반일사상 고취였다는 점에서 확실하지는 않다. 조선임전보국단에 참가하여 연설회와 좌담회에서 전쟁 지원을 연설했고, 《매일신보》, 《신시대》에는 친일 논설을 실었다. 종전 직전 조선언론보국회에도 참여했다. 그러나 명의 도용 여부는 불명확하다.
삼천리지의 사장 김동환은 임전체제 하의 자발적 황민화운동의 일환으로 각계 유력자 198명 앞으로 선동적인 안내장을 보냈다. 이 안내장에 의해 개최된 8월 25일의 임전대책협의회는 신흥우의 사회로 열렸다. 그에게도 안내장이 보내졌다.
1941년 8월 28일 경성호텔에서 제1차 위원총회를 개최하고 회명을 임전대책협력회로 고칠 것, 임전대책연설회를 열 것, 채권가두유격대를 조직할 것 등을 결의하고 상무위원으로 김동환, 박인덕, 신태악(辛泰嶽), 신흥우, 임흥순(任興淳) 등 11명을 선정 발표했다. 이 결의에 의해 9월 4일 부민관 대강당에서 임시대책 연설회가 개최되었다. 연사는 김동환, 박인덕, 신태악, 신흥우, 윤치호, 이종린, 최린 등이었다. 이어 박인덕은 채권가두유격대 종로담당의 한사람이 되었다.

#### 광복 직전
1941년 12월 27일 조선보국단 주최로 부민관에서 '결전 부인대회'를 개최했다. 연사로는 박인덕, 김활란, 모윤숙, 박순천, 임숙재, 최정희 등이었다.
1945년초 조선총독부로부터 반일 사상을 고취시킨다는 이유로 덕화여숙이 폐쇄당하였다. 그해 8월 광복을 맞이하였다.

### 해방 이후

#### 광복 직후 활동
광복 직후에 1945년 10월 우익 단체인 독립촉성중앙회에 참여하였고, 그해 말 독촉의 산하기관이자 우익 여성 단체인 독립촉성애국부인회에 가담하였으며, 미군정에 의해 국제부인대회 대표로 미국에 파견되었다가 귀국했다.
12월 이승만, 김구 등의 신탁통치 반대운동에 참여하였고, 독립촉성애국부인회의의 전국부인대회에서 '민주주의와 여성'이라는 주제로 강연을 하여 유명하였으며, 독립촉성회 회의의 사회자, 독촉국민회 정보부장을 역임했다. 한편 1948년 임시정부 계열 인사가 만든 친일파 명단에 그의 이름이 들어가 있다.
1947년 12월 미군정청의 지시로 문화사절단으로 미국에 파견되었다.

#### 유관순 역사 작업
해방 후 그는 유관순기념사업회를 구성하고 이사로 활동한다. 그런데 1946년 이화학당 출신의 박인덕과 신봉조는 이화학당을 알릴 인물을 찾는다. 당시 이화학당의 후신인 이화여중의 교장으로 있던 신봉조가 동문 박인덕에게 ‘이화 출신 중에 국가와 민족에 공헌한 사람이 있으면 소개해 달라’고 요청한다. 이에 박인덕이 3·1 운동 때 순국한 유관순을 제안하면서 비로소 유관순이 수면 위로 떠오른다. 두 사람은 유관순을 널리 알리기로 하고 유관순 기념사업회를 구성한다.
박인덕이 최초로 유관순의 전기를 쓴 전영택도 유관순을 잔 다르크에 비유하였다. 잔 다르크는 백년전쟁 때 잉글랜드에 몰려 수세에 처해 있던 프랑스를 구한 영웅이었다. 또한 3·1운동으로 목숨을 잃은 희생자는 박은식의 '독립운동지혈사'에 따르면 대략 7천5백 명이다.

#### 정부 수립과 도미
1948년 8월에는 대한민국 정부 수립 이후, 미국에서 개최된 자유국가여성대회에 대한민국의 대표로 참석하여 한국의 역사와 새로 수립된 대한민국의 현황을 알리고 홍보하며 대한민국 정부에 대한 국제사회의 지지를 구하는 등의 강연 활동을 하였고, 또한 미국의 소리 방송에도 출연하여 대한민국을 소개하고 돌아오기도 하였다. 그 뒤 잠시 귀국했다가 1950년 6.25 전쟁이 터지기 직전 다시 미국으로 출국하였다. 이후 1950년대에는 주로 미국에 주로 머무르면서 강연 활동을 하고, 자전적 영문 소설 《9월의 원숭이(September Monkey)》(1954)를 출판했다. 저서로 이 책의 후편격인 《The Hour of the Tiger》(1965), 《The Cock Still Crows》(1977)과 속담집인 《The Wisdom of the Dragon》(1970)가 있다.
1950년 9월 미국 워싱턴 D.C에서 교육, 장학 재단인 부려재단(Beria in Korea Foundation)을 설립하였다. 1954년 미국 순회강연 도중 켄터키주의 실업계 학교인 베리야 대학을 견학하고 실업계 학교를 세울 계획을 세운다.

#### 만년
귀국 후 그는 교육, 장학사업, 불우한 고학생 지원과 특히 실업교육에 힘을 기울였고, 강연 활동을 하였다. 또한 유관순에 대한 증언, 진술 외에 유관순 추모 사업에도 참여하여 활동했다.
1961년에 자신의 사재(私財)와 인세와 강연료 과 기금 등을 모아 인덕대학의 전신인 인덕실업학교(뒤에 인덕공업전문대학으로 개명)를 설립하고, 1962년 10월 재단법인 인덕학원을 설립하였다. 1963년 12월에는 인덕실업고등학교를 설립하여 이사장 겸 교장 서리를 지냈다. 1972년 3월 자신이 세운 인덕실업학교가 인덕예술공과전문학교로 승격 인가되었으며, 김운호와의 사이에서 낳은 두 딸 중 맏딸인 김혜란은 어머니의 뒤를 이어 인덕전문대학의 학장을 역임했다.
1980년 4월 3일 인덕대학 교내 공관에서 향년 84세를 일기로 세상을 떴다.

## 상훈 기장
- 1976년 이화여자대학교 이화기장

## 저서
- 《9월의 원숭이(September Monkey)》(1954)
- 《The Hour of the Tiger》(1965)
- 《The Cock Still Crows》(1977)
- 속담집 《The Wisdom of the Dragon》(1970)

## 사상적 측면

### 실력 양성론
한때 3·1 운동에 가담하기도 했던 그는 나라가 독립하려면 실력을 갖추어야 된다고 판단, 교육, 사회단체 활동 외에도 시민 계몽 활동과 경제, 산업 인력 육성을 위해 학생들에게 실업 교육을 강조하기도 했다.

### 연애관
1939년의 '박인덕 여사의 연애관, 연애란 우주의 미의 결정임이여'(삼천리, 1939. 1)라는 글에서 박인덕은 과거의 모든 연애가 불완전했기 때문에 우리 머리에 박힌 연애 관념이 실제의 연애를 더럽힌 것이라 보고 새로운 연애에 대한 관념을 형성할 것을 주장하였다. 그에 의하면 "진정한 연애를 의미한 연애감정이야말로 온 우주에서 가장 아름다운 감정"이 아닐 수 없으며, "인류를 사랑하고 국가사회를 사랑하는 위대한 사랑도 이 높고 아름다운 연애감정을 토대로 하지 않고는 있을 수 없는 것"이라 하였다.

### 미국과 소련 비교
서구의 문명에 대한 설문조사에서 박인덕은 '세계 어느 나라에서도 미국과 러시아처럼 생의 진로에 있어서 서로 정반대되는 나라가 없을 것입니다.'라고 하면서, 그 '정반대'를 '개인주의 대 집단주의', '재산사유 대 재산국유, 종교를 공인하는 사회 대 공인치 않으며, 가정제도를 존중하는 대 이에 무관심'으로 분석하면서 '둘 다 우리에게는 부적당'하다고 설문에 답했다.

## 가족 관계
- 남편 : 김운호(1931년 이혼)
  - 딸 : 김혜란(金慧蘭, 미국명은 Iris, 1921년 - 1996년 1월 4일, 교육자)
    - 외손 : 이중희(李重熙, 1948년 - , 사회사업가, 베리아 재단 이사장)
    - 외손 : 이선희(李善熙)

  - 딸 : 김혜련(金慧蓮, 미국명은 Lotus)

## 논란과 의혹

### 친일행적 의혹
- 조선언론보국회 이사
- 조선임전보국단에 참가 전쟁 지원 연설과 준비위원
- 매일신보, 신시대에 친일 논설 기고-태평양 전쟁을 비호하고 일본제국주의를 미화
- 임전대책협력회 상무위원- 승전의 길이란 연제로 강연
- 일제 전쟁비 조달을 위한 채권가두유격대로 활동
- 조선교화단체연합회 활동 -학도병 동원 독려.
- 일제를 돕자는 담화문 발표(나서라 증산 건설.절대적인 국가요청)
- 조선임전보국단 결전부인대회- "우리 반도 여성은 황국여성으로서 천황폐하께 충성을 다할 천재일우의 시기입니다"라고 개회사
- 영(英) 동양침략의 아성 싱가포르 공략 대강연회에서 '동아여명과 반도여성'이라는 연제로 강연

이 활동들이 자발적이었는지 아닌지 여부에 대한 논란이 있다.

### 친일 행적 은폐 의혹
일제 강점기 말기 친일 행적을 숨기기 위해 유관순을 미화, 신화화를 시도했다는 의혹이 있다. '기념사업을 주도한 박인덕이 자신의 일제말 친일행적을 유관순의 신화화를 통해 덮어버리려 했던 것은 아닐까'라는 것이다. 유관순의 존재가 세상에 널리 알려지기 시작한 것은 해방후 박인덕의 주도로 기념사업이 추진되면서부터였다.
유관순이 의도적으로 띄워졌다는 견해도 있다. 유관순 열사가 해방 이전에는 알려지지 않았다가 해방 후, 친일 혐의자인 박인덕과 전영택이 한국판 잔다르크와 독실한 기독교 신자 등의 이미지를 씌워 인위적 영웅을 만들었다는 의혹도 있다.

### 유관순 이용 논란
유관순 사후 박인덕과 일부 기독교인들이 그를 정치적으로 이용할 목적 또는 자신들의 친일행위를 덮기 위한 일부 기독교인들에 의해 과도하게 띄워졌다는 의혹이 제기되었다. 반기독교운동가이자 종교권력감시시민연대 대표인 김상구는 유관순이 사후 선전도구로 이용되었다는 주장을 펼치기도 했다. 그는 유관순 열사는 박인덕 등 친일 경력자들이 해방 후 자신의 전력을 덮고 개신교 선교 전략에 이용하는 도구로 만들어낸 영웅이라고 주장한다. 서대문형무소의 유관순 기록과 당시 언론 보도 등 구체적인 자료를 일일이 확인해 내린 결론이다. 2011년 반기독교운동가이자 종교권력감시시민연대 대표 김상구는 신간 <믿음이 왜 돈이 되는가>(해피스토리, 2011)에 유관순을 악용한 일부 기독교 세력에 대해 폭로하기도 했다. 또 김상구는 '유관순을 친일 전력을 덮어주는 동시에 개신교의 선교 전략에 효과적으로 활용되었던 ‘시대의 아이콘’으로 이용했다'는 의혹을 제기하기도 했다.

### 신흥우와의 염문설
1930년대부터 1940년대 사이에 감리교계에서는 그가 신흥우와 내연 관계라는 염문이 확산되었다. 이 때문에 현동완 등 일부 경건주의자들은 그를 기피, 비토하였다.
박인덕이 남편 김운호와 이혼한 것과 나혜석이 이혼한 것을 두고 나혜석과 박인덕을 공개적으로 옹호하던 윤치호는 그와 신흥우의 염문설과 적극신앙단 사건을 전후해서 박인덕을 신흥우의 사람으로 의심하였다.

### 기타
- 2002년 발표된 친일파 708인 명단에 선정
- 2008년 친일인명사전 수록예정자 명단 교육/학술 부문에 포함
- 2009년 친일반민족행위진상규명위원회가 발표한 친일반민족행위 704인 명단에 포함
- 1948년 임시정부 계열 인사가 만든 친일파 명단에도 포함

## 평가와 비판

### 당대의 시각
1931년의 삼천리지는 그를 '당대를 대표하는 신여성'의 한사람으로 꼽았다. '"재덕과 미모로 이름을 날리던" 박인덕, 허영숙, 김명순 (1896년)김명순, 김원주, 나혜석, 윤심덕을 이 시대를 대표하는 신여성'으로 꼽았다.

### 긍정적 평가
얼굴 곱고 음악과 연설 잘하기로 이름 높았지만 결혼과 이혼으로 인해 사회적 파문을 일으키며 기독교 공동체로부터 두 번 추방을 경험했다.
이숙진 성공회대 초빙교수는 2009년 11월 한 포럼에서 "박인덕은 '전문직 여성클럽', '농촌 여성과 아이를 위한 공동체', '숙화의숙' 등을 만들었지만 (결혼과 이혼 때문에) 한국 기독교 공동체에서 존재감이 약한 국외자로 남게 되었다."며 지나치게 폄하되어 왔다고 지적하였다.
자유 이혼을 감행하여 '조선의 노라'라는 별명을 얻기도 했다.

### 부정적 평가
그러나 자신의 행복을 위해 타인의 가정을 파괴했다는 비판도 제기되어 왔다. 박인덕 생존 시에도 세상 사람들의 따가운 눈총 에 시달려야 했다.

## 기타
일설에 의하면 박인덕의 결혼이 이광수의 소설 재생의 모델이 되었다는 주장이 있다. 재생은 3.1 운동으로 옥고를 치른 청년 남녀가 출옥한 뒤 어떻게 돈에 팔려가고 돈에 복수하기 위해 타락하여가는가를 그린 소설로, 3.1 운동 세대에 대한 평가 절하, 모독으로 읽히는 소설이다.

## 관련 서적
- Park In-deok, September Monkey(New York, Harper & Brothers, 1954)
- 이화여자대학교, 《이화 80년사》(이화여자대학교 출판부, 1967)
- 박용옥, 《한국여성독립운동》(독립기념관 한국독립운동연구소, 1992)
- 윤치호, 《윤치호 일기:1916 - 1943》(김상태 편역, 역사비평사, 2001)
- 박인덕, 《구월 원숭이》(창미, 2007)
- 김욱동, 강용흘:그의 삶과 문학(서울대학교 출판부, 2004)
- 김욱동, 김은국:그의 삶과 문학(서울대학교 출판부, 2007)
- 루스 실로, 《유태식 육아법》(박인덕 옮김, 언어문화사, 1980)

## 같이 보기
| - 3·1 운동 - 서대문형무소 - 이화여자고등학교 - 이화여자대학교 - 인덕대학 - 인덕공업고등학교 - 김혜란 - 진남포 교회 - 김활란 - 나혜석 - 양주삼 - 안창호 - 윤치호 - 유관순 - 황신덕 - 황애덕 - 김운호 - 신흥우 | - 여성주의 - 여성 해방 운동 - 숙화여숙 - 김일엽 - 강경애 - 김명순 - 허정숙 - 김마리아 - 박마리아 - 김순애 - 김활란 - 이광수 - 임영신 - 장면 - 최린 - 차미리사 - 판위량 - 알렉산드라 콜론타이 | - 실력 양성론 - 이광수 - 김규식 - 김성수 - 독립촉성중앙회 - 김구 - 송계월 - 황신덕 - 모윤숙 - 이은혜 |

## 참고 문헌
- [이규태 역사에세이] 가출신여성 이야기 조선일보 1999.11.25
- “한국감리교인물사전 박인덕 편”. 기독교대한감리회. 2008년 4월 13일에 확인함.[깨진 링크(과거 내용 찾기)]
- 반민족문제연구소 (1993년 3월 1일). 〈박인덕 : 황국신민이 된 여성 계몽운동가 (강정숙)〉. 《친일파 99인 2》. 서울: 돌베개. ISBN 978-89-7199-012-4.
- 조병래·임경구·전홍기혜 기자 (2002년 3월 8일). “친일파 된 여성 교육선각자들 - <자료입수> 김활란 등 선각 여성 5인의 친일행적”. 프레시안. 2008년 2월 6일에 확인함.
- 김경일, 〈식민지 시기 신여성의 미국 체험과 문화 수용 : 김마리아, 박인덕, 허정숙을 중심으로〉, 이화여자대학교, 《한국문화연구원논총 제11호 (2006년 12월호)》 (이화여자대학교 한국어문학연구소, 2006) 45~91 pp.
- 강정숙, 〈박인덕:황국신민이 된 여성 계몽운동가〉, 반민족문제연구소, 《친일파 99인 (2)》 (반민족문제연구소, 1993) 289-303pp.
- 구완서, 〈박인덕의 생애와 사상〉, 대학복음화학회, 《대학과 복음 제13집》 (대학복음화학회, 2008) 7pp~36pp
- 우미영, 〈서양 체험을 통한 신여성의 자기 구성 방식: 나혜석·박인덕·허정숙의 서양 여행기를 중심으로〉, 한국여성문학학회, 《여성문학연구 12호》, (한국여성문학학회, 2004)
- 전봉관, 《경성기담》 (살림, 2008)
- 권명아, 《역사적 파시즘》 (도서출판 책세상, 2005)